# Conseil suprême pour la reconstruction nationale
 (septembre 2024).
Si vous disposez d'ouvrages ou d'articles de référence ou si vous connaissez des sites web de qualité traitant du thème abordé ici, merci de compléter l'article en donnant les références utiles à sa vérifiabilité et en les liant à la section « Notes et références ».
 (août 2022).
La mise en forme du texte ne suit pas les recommandations de Wikipédia : il faut le « wikifier ».
Les points d'amélioration suivants sont les cas les plus fréquents. Le détail des points à revoir est peut-être précisé sur la page de discussion.
- Les titres sont pré-formatés par le logiciel. Ils ne sont ni en capitales, ni en gras.
- Le texte ne doit pas être écrit en capitales (les noms de famille non plus), ni en gras, ni en italique, ni en « petit »…
- Le gras n'est utilisé que pour surligner le titre de l'article dans l'introduction, une seule fois.
- L'italique est rarement utilisé : mots en langue étrangère, titres d'œuvres, noms de bateaux, etc.
- Les citations ne sont pas en italique mais en corps de texte normal. Elles sont entourées par des guillemets français : « et ».
- Les listes à puces sont à éviter, des paragraphes rédigés étant largement préférés. Les tableaux sont à réserver à la présentation de données structurées (résultats, etc.).
- Les appels de note de bas de page (petits chiffres en exposant, introduits par l'outil «  Source ») sont à placer entre la fin de phrase et le point final[comme ça].
- Les liens internes (vers d'autres articles de Wikipédia) sont à choisir avec parcimonie. Créez des liens vers des articles approfondissant le sujet. Les termes génériques sans rapport avec le sujet sont à éviter, ainsi que les répétitions de liens vers un même terme.
- Les liens externes sont à placer uniquement dans une section « Liens externes », à la fin de l'article. Ces liens sont à choisir avec parcimonie suivant les règles définies. Si un lien sert de source à l'article, son insertion dans le texte est à faire par les notes de bas de page.
- La présentation des références doit suivre les conventions bibliographiques. Il est recommandé d'utiliser les modèles {{Ouvrage}}, {{Chapitre}}, {{Article}}, {{Lien web}} et/ou {{Bibliographie}}. Le mode d'édition visuel peut mettre en forme automatiquement les références.
- Insérer une infobox (cadre d'informations à droite) n'est pas obligatoire pour parachever la mise en page.

Pour une aide détaillée, merci de consulter Aide:Wikification.
Si vous pensez que ces points ont été résolus, vous pouvez retirer ce bandeau et améliorer la mise en forme d'un autre article.
대한민국
국가재건최고회의
大韓民國
1961–1963
Entités précédentes :
- Deuxième République

Entités suivantes :
- Troisième République

Le Conseil suprême pour la reconstruction nationale (en coréen : 국가재건최고회의 ; RR : Gukgajaegeonchoegohoeui) est la junte militaire au pouvoir en Corée du Sud de mai 1961 à décembre 1963.
Le Conseil suprême renverse la Deuxième République lors du coup d'État du 16 mai en 1961 et établit alors un gouvernement militaire provisoire composé en grande partie d'officiers qui ont participé ou soutenu le coup d'État. Le Conseil suprême est dirigé par le président, le chef de facto du gouvernement doté de pouvoirs dictatoriaux, tandis que le président Yun Posun est retenu comme figure de proue.
Le Conseil suprême donne la priorité au développement économique et à la stabilité politique de la Corée du Sud, suspendant l'Assemblée nationale et la plupart des libertés politiques et fondant l'Agence centrale de renseignement coréenne pour lutter contre les activités pro-nord-coréennes et autres activités antigouvernementales. Park Chung-hee est le président du Conseil suprême de juillet 1961 jusqu'à sa victoire à l'élection présidentielle sud-coréenne de 1963. Le Conseil suprême est dissous lors de l'inauguration de la Troisième République en décembre 1963.

## Histoire

### Coup d'État du 16 mai
De nombreuses personnalités de haut rang de l'armée sud-coréenne avaient de l'animosité pour les soi-disant « aristocrates de la libération » - la classe dirigeante des politiciens conservateurs impliqués dans le mouvement indépendantiste coréen et l'USAMGIK - qu'ils blâmaient pour le blocage du développement en Corée du Sud. Des personnalités militaires ont noté à quel point la Corée du Sud s'était développée de manière intensive sous le système colonial japonais et le «miracle économique» se produisant au Japon, en contraste marqué avec la présidence de Rhee qui a vu peu d'efforts significatifs pour développer l'économie, qui est restée stagnante, pauvre et largement agraire. Le manque de développement sous Rhee a provoqué une réaction intellectuelle nationaliste croissante qui a appelé à une restructuration radicale de la société et à une réorganisation politique et économique approfondie, rejetant le modèle poursuivi par l'élite dirigeante. 
Park Chung-hee, un général de division de l'Armée de terre de la république de Corée aux tendances politiques résolument ambiguës, a été fortement influencé par cette réaction intellectuelle en cours. Park est devenu le chef d'une faction réformiste au sein de l'armée qui a comploté un coup d'État contre le gouvernement civil de la Deuxième République le 12 mai 1961. Le complot a été avorté après avoir été divulgué, cependant, l'armée a tenté un autre coup d'État quatre jours plus tard. 16 mai qui a réussi, dissolvant la Deuxième République. Ils ont ensuite diffusé une proclamation décrivant les objectifs politiques du coup d'État, notamment l'anticommunisme, le renforcement des liens avec les États-Unis, l'élimination de la corruption politique, la construction d'une économie nationale autonome, la réunification coréenne et la suppression de l'actuel génération d'hommes politiques. Park et ses partisans ont ensuite créé le Comité révolutionnaire militaire en tant que gouvernement de la junte militaire, rebaptisé plus tard Conseil suprême pour la reconstruction nationale. Le président Yun Posun, qui s'était rangé du côté du coup d'État, a été maintenu dans sa position de figure de proue. Le général Chang Do-yong, chef d'état-major de l'armée, a été nommé président du Conseil suprême, tandis que Park en est devenu le vice-président. Cependant, les luttes de pouvoir au sein du Conseil suprême ont permis à Park d'organiser le transfert progressif du pouvoir de Chang à lui-même. En juillet, Park a officiellement remplacé Chang en tant que président, devenant ainsi le dictateur de facto de la Corée.

### Dissolution
En 1962, Park et le Conseil suprême subissaient des pressions croissantes de la part de l'administration américaine du président John F. Kennedy pour revenir au régime civil, car les chefs militaires avaient promis de ramener le gouvernement à un système démocratique dès que possible. Le 2 décembre 1962, un référendum a eu lieu sur le retour à un système de gouvernement présidentiel, qui aurait été adopté avec une majorité de 78 %. En réponse, Park a finalement démissionné de son poste militaire pour pouvoir se présenter en tant que civil à la prochaine élection présidentielle, malgré le fait que lui et les autres chefs militaires s'étaient engagés à ne pas se présenter aux élections. Park a remporté de justesse l'élection présidentielle d'octobre 1963 et a remplacé Yun Posun à la présidence de la Corée. Le Conseil suprême a été officiellement dissous lors de l'inauguration de la Troisième République le 17 décembre 1963, mettant fin au vide constitutionnel de trois ans.